# Hylomys macarong
Hylomys macarong és una espècie de mamífer eulipotifle de la família dels erinacèids. És endèmic del sud del Vietnam, on viu a altituds d'entre 50 i 1.700 msnm. El seu hàbitat natural són els boscos. És un representant de mida mitjana del gènere Hylomys, amb una llargada de cap a gropa de 138,4 mm (valor mitjà). El nom específic macarong deriva de ma cà rồng, terme vietnamita que significa ‘vampir’, i es refereix als llargs ullals que presenten els mascles.
Com que fou descobert fa poc, encara no se n'ha avaluat formalment l'estat de conservació, tot i que els seus descriptors apunten que altres espècies que viuen a la mateixa regió i que tenen una distribució de mida comparable apareixen a la Llista Vermella de la UICN com a espècies en perill o en perill crític.